# Unico
Único (ユニコ Yuniko?) es un manga y anime creado por Osamu Tezuka. Único es una cría de unicornio con el cabello rojo, tiene como poder conceder deseos y traer la felicidad a aquellos que se conviertan en sus amigos. Sus amigos en las varias series de este manga son Beezle, un demonio azul; Chao, un gato travieso; y una chica humana llamada Cheri.

## Historia
Único, brindando alegría y felicidad a otros, se mete en problemas con los dioses, que creen que la felicidad debe obtenerse solo con años de dura labor y sacrificio y no encontrándose a un pequeño unicornio. Los dioses envían al Viento del Oeste para desterrar a Único y llevarlo así a la Colina del Olvido, pero el Viento del Oeste se apiada de Único y rehúsa el mandato de los dioses. Los dioses están furiosos por la traición del Viento del Oeste, y envían al Viento de la Noche para capturar a Único. Para protegerlo de los dioses y del Viento de la Noche, el Viento del Oeste se ve entonces obligado a transportar al unicornio de un lugar a otro. Cada vez que los dioses descubren el paradero de Único, el Viento del Oeste aparece y se lo lleva de nuevo. A menudo Único no puede despedirse de los amigos que va encontrando.

## Películas de Único
En España ha sido dobladas y licenciadas las tres primeras películas de Único.

### 1979: "Nube negra, pluma blanca"
En 1979, el mismo año en el que concluyó el manga, Único hizo su debut animado en la película piloto "Nube negra, pluma blanca" (Kuroi Kumo Shiroi Hane), una película ecológica que fue pronto lanzada en vídeo. Único se encuentra con una pequeña llamada Chiko, que vive en su casa con su abuelo y al conocerla se vuelven buenos amigos. Pero la pequeña está enferma a causa de la contaminación de una fábrica cercana que despide gases al aire, causando que se enferme más. Por eso Único con sus poderes de unicornio debe atacar y destruir la fábrica por completo para hacer así desaparecer la contaminación del aire y poder hacer que Chiko se recupere. En esta película la voz de Ínico fue doblada y interpretada por Hiroya Oka.

### 1981: "Único, El pequeño unicornio"
Aunque finalmente la serie de anime no se llevó a cabo, Único llegaría de nuevo a la gran pantalla con dos largometrajes producidos por Sanrio y Tezuka Productions. 
La primera película de Único, titulada "Único, El pequeño unicornio" (También conocida como: "Las fantásticas aventuras de Único"), fue lanzada en Japón el 14 de marzo de 1981. Esta película musical, narrada por Iruka, dirigida por Toshio Hirata, escrita por Masaki Tsuji y animada por Yoshiaki Kawajiri presenta el periodo previo al destierro de Único y sus posteriores viajes con el Viento del Oeste para alejarse de los dioses que lo quieren desterrar a la Colina del Olvido, tal como a sus amistades Beezle el demonio azul de la soledad y Chao la gata. La voz de Único fue doblada por Katsue Miwa.

### 1983: "Único en la Isla de la Magia"
Mami Sugino dirigió la segunda película, titulada "Único en la Isla de la Magia" (Mahō no Shima e), lanzada el 16 de julio de 1983. La voz de Único fue doblada por Katsue Miwa.

### 2000: "Salvando nuestro frágil planeta"
Único hace otra aparición más, en un corto llamado "Salvando nuestro frágil planeta" ("Unico: Saving our fragile Earth" en inglés) creada para el espectáculo de Tezuka Osamu Animation Theatre en Tezuka Osamu World de Kioto. La famosa dobladora Akiko Yajima se encargó de hacer el papel de Único en esta película. Este corto, al igual que la película piloto original, tiene un tema ecológico.
Único, el unicornio que fue con el Viento del Oeste para evitar el destierro por los dioses, está otra vez más en un nuevo lugar. En esta ocasión Único conoce a Tsubasa un pequeño árbol parlante que le explica que está en problemas ya que la Tierra está devastada hasta tal extremo que ninguna criatura puede sobrevivir porque los humanos han agotado todos los recursos y han destruido el medio ambiente. Único y Tsubasa emprenden un viaje para encontrar un modo de hacer de la Tierra un planeta totalmente habitable de nuevo. Al final de un duro viaje encuentran a Sphinx el "Hada del Tiempo" y a Astroboy y deciden volver al pasado para evitar que los humanos escojan el mal camino. Sin embargo, solo podrán estar en el pasado durante cinco minutos. Parece imposible cambiar el curso del futuro de la Tierra en tan poco tiempo. Sus aventuras para salvar la Tierra han comenzado...

## Otras apariciones
- Único hace algunos cameos en el anime de TV Black Jack.
- Único también aparece en un juego de la Game Boy Advance, Astro Boy: Omega Factor.
- Único aparece en el juego Kemono friends 3 de sega.